# Лонсестон
Лонсестон (енгл. Launceston) је град Аустралији у савезној држави Тасманија. Према попису из 2006. у граду је живело 71.395 становника.

## Становништво
Према попису, у граду је 2006. живело 71.395 становника.
| 1991.  | 1996.  | 2001.  | 2006.  |
| ------ | ------ | ------ | ------ |
| 66.747 | 67.701 | 68.443 | 71.395 |

## Партнерски градови
- Икеда
- Напа
- Тајуен